# Kanton Caen-8
Caen-8 is een kanton van het Franse departement Calvados. Het kanton maakt deel uit van het arrondissement Caen.

## Gemeenten
Het kanton Caen-8 omvat de volgende gemeenten:
- Caen (deels, hoofdplaats)
- Fleury-sur-Orne
- Louvigny